# 截叶毛白杨
截叶毛白杨（学名：Populus tomentosa var. truncata）为杨柳科杨属下的一个变种。

## 扩展阅读
- 維基物種上的相關：截叶毛白杨